# Alexander Weiner
Alexander Weiner (* 19. Dezember 1876 in Preßburg; † 23. Juli 1956 in New York City) war ein österreichischer Bankier und Kunstsammler jüdischen Glaubens. 1938 wurde er aus Österreich vertrieben und kehrte nach 1945 nicht mehr nach Österreich zurück.

## Biografie
Alexander Weiner war einer der wichtigsten Bankiers Österreichs in der Zwischenkriegszeit. Er trat mit knapp 22 Jahren in den Wiener Bankverein ein und machte dort rasch Karriere. 1903 wurde er Leiter der Filiale in Budapest, die er erfolgreich führte. 1907 wurde er als Direktorstellvertreter nach Wien zurückgeholt und 1914 zum Direktor und Vorstandsmitglied ernannt. 1915 wurde er von Rudolf Sieghart in die Allgemeine Österreichische Bodencreditanstalt geholt, damals die zweitgrößte Bank Österreich-Ungarns. Als Rudolf Sieghart Anfang 1917 als Gouverneur entlassen wurde, wurde Weiner zum wichtigsten Akteur der Bank. Er wurde Generaldirektor und schließlich Vizepräsident, führte bei den wichtigsten Transaktionen der Bank Regie. Als Fachmann für Industriekonsortien und den Effektenhandel vertrat er die Bank weltweit in wichtigen Verhandlungen mit Geschäftspartnern und Regierungsbeamten. Zugleich schrieb er als Experte für die Neue Freie Presse. Auf seine Fähigkeiten konnten auch die Regierungen nicht verzichten: 1918 wurde Weiner Mitglied des Hauptausschusses für Kriegs- und Übergangswirtschaft, 1919 war er als Experte Mitglied der Delegation bei den Verhandlungen zum Staatsvertrag in St. Germain.
Als Rudolf Sieghart 1919 als Präsident der Bodencreditanstalt zurückgeholt worden war, kam es nach wenigen Jahren zum Konflikt. Sieghart konnte sich mit Weiners Erfolgen vor allem im USA-Geschäft nicht abfinden und Weiner nicht mit dem Geschäftsgebaren des Präsidenten, der von Bankgeschäften nicht allzu viel verstand und eher – als Finanzier der aufkommenden Heimwehren – Politik machen wollte. Es kam zum Bruch und 1923 zum Ausscheiden Weiners. Er erhielt eine immense Abfindung: Sie betrug offiziell 700.000 Schilling und eine jährliche Pension von 180.000 Schilling. Gerüchte erhöhten diese Summen ins Astronomische. Manche Experten munkelten schon damals, es sei ein schlimmes Zeichen, dass Weiner ging. Die Bodencreditanstalt musste im Herbst 1929, um ihre Zahlungsunfähigkeit zu vermeiden, mit der Creditanstalt (CA) fusioniert werden, die CA selbst brach 1931 zusammen.
Alexander Weiner wurde dagegen mit 1. Jänner 1924 Chef des Bankhauses Ephrussi & Co. Dieses Bankhaus war 1922 von der Disconto-Gesellschaft und einigen ihrer Geschäftspartner übernommen worden, sein früherer Eigentümer Viktor Ephrussi blieb auf einem Repräsentationsposten in der Firma. Gustav Schlieper, der Direktor der deutschen Großbank, hatte Weiner engagiert, um die renommierte Wiener Privatbank für größere Finanzierungsgeschäfte einzusetzen. Weiner schien hier der richtige Mann, da er international bestens vernetzt war und es immerhin geschafft hatte, den US-Bankier John Pierpont Morgan (1867–1943) zu einer Beteiligung an der Bodencreditanstalt motivieren. Außerdem war er in Österreich bestens vernetzt, er war Mitglied im PEN-Club, in der Paneuropa-Union, in der Politischen Gesellschaft, der Völkerbundliga, der Künstlerhausgesellschaft, den Museumsfreunden, der Gesellschaft österreichischer Volkswirte und natürlich im Verband österreichischer Banken und Bankiers.
Neben Alexander Weiner und Viktor Ephrussi gab es noch einen weiteren Gesellschafter: Carl August Steinhäusser war ein Repräsentant der Disconto-Gesellschaft. Das kleine Bankhaus Ephrussi & Co. dehnte unter Weiners Leitung die Geschäfte erheblich aus, die Umsätze erreichten 1929 fast 90 Millionen Schilling. Doch die Zusammenbrüche der beiden größten Banken Österreichs, der Bodencreditanstalt 1929 und der Creditanstalt 1931, führten auch bei Ephrussi zu schweren Einbußen. Viele Kunden zogen ihr Vermögen ab, die Umsätze sanken 1933 auf 13 Millionen Schilling. 1933 zog sich die Disconto-Gesellschaft – auch politisch bedingt – aus Österreich zurück und veräußerte das Bankhaus an die drei Gesellschafter. Ephrussi und Steinhäusser übernahmen je 20, Weiner 60 Prozent der Anteile. Das Unternehmen konsolidierte sich in den Jahren bis 1938 hauptsächlich über Auslandsgeschäfte. Weiners Vernetzung mit der Hochfinanz – seit 1930 war er Vizepräsident und dann Präsident des Wiener Bankvereins und nach dessen Fusion mit der CA auch deren Vizepräsident – ermöglichte diesen Erfolg.
Nach dem Anschluss im März 1938 wurde Ephrussi & Co. arisiert: Der „nichtjüdische“ Steinhäusser erwarb die Anteile von Weiner und Ephrussi, die beide mit ihren Familien emigrieren konnten. Weiner ging in die USA, Ephrussi nach England, wo er 1945 kurz vor Kriegsende im Alter von 85 Jahren verstarb. Seine Erben strengten eine Rückstellung an und erhielten 1948 in einem Vergleich 50.000 Schilling. Weiner bemühte sich ebenfalls um Restitution, doch erst 1954 wurden seine Ansprüche bestätigt. Im Hintergrund einigten sich Weiner und Steinhäusser darauf, ein Schiedsgericht anzurufen, das den „wahren Wert“ des entzogenen Geschäftsanteils bestimmen sollte. Steinhäusser bot zunächst 600.000 Schilling, Weiner forderte zwei Millionen. Man einigte sich schließlich auf 1,565 Millionen.
Wenige Jahre nach dem Rückstellungsvergleich, im Jahr 1956, starb Alexander Weiner 80-jährig in New York. Er war eine jener Figuren, deren Bedeutung für die Geschäftswelt in Widerspruch zu ihrer Unbekanntheit stand. Heute ist er völlig vergessen. Im Familienroman Der Hase mit den Bernsteinaugen von Edmund de Waal, erschienen in Großbritannien 2010 unter dem Titel The Hare With Amber Eyes. A Hidden Inheritage wird zwar auch das Bankhaus Ephrussi & Co. ausführlich geschildert, aber Weiner kommt nicht vor. Im Katalog des Jüdischen Museums „Die Ephrussis. Eine Zeitreise“ (2020), wird er nur einmal kurz erwähnt, in der gleichnamigen Ausstellung (6. November 2019 bis September 2020) wurde er ignoriert.

## Kunstsammlung
Die Kunstsammlung Alexander Weiners wird in dem Handbuch zu den entzogenen Kunstwerken jüdischer Eigentümer von Sophie Lillie in einem eigenen Abschnitt erwähnt und war Gegenstand von Restitutionsbemühungen.